# Pfarrkirche Bad Kleinkirchheim

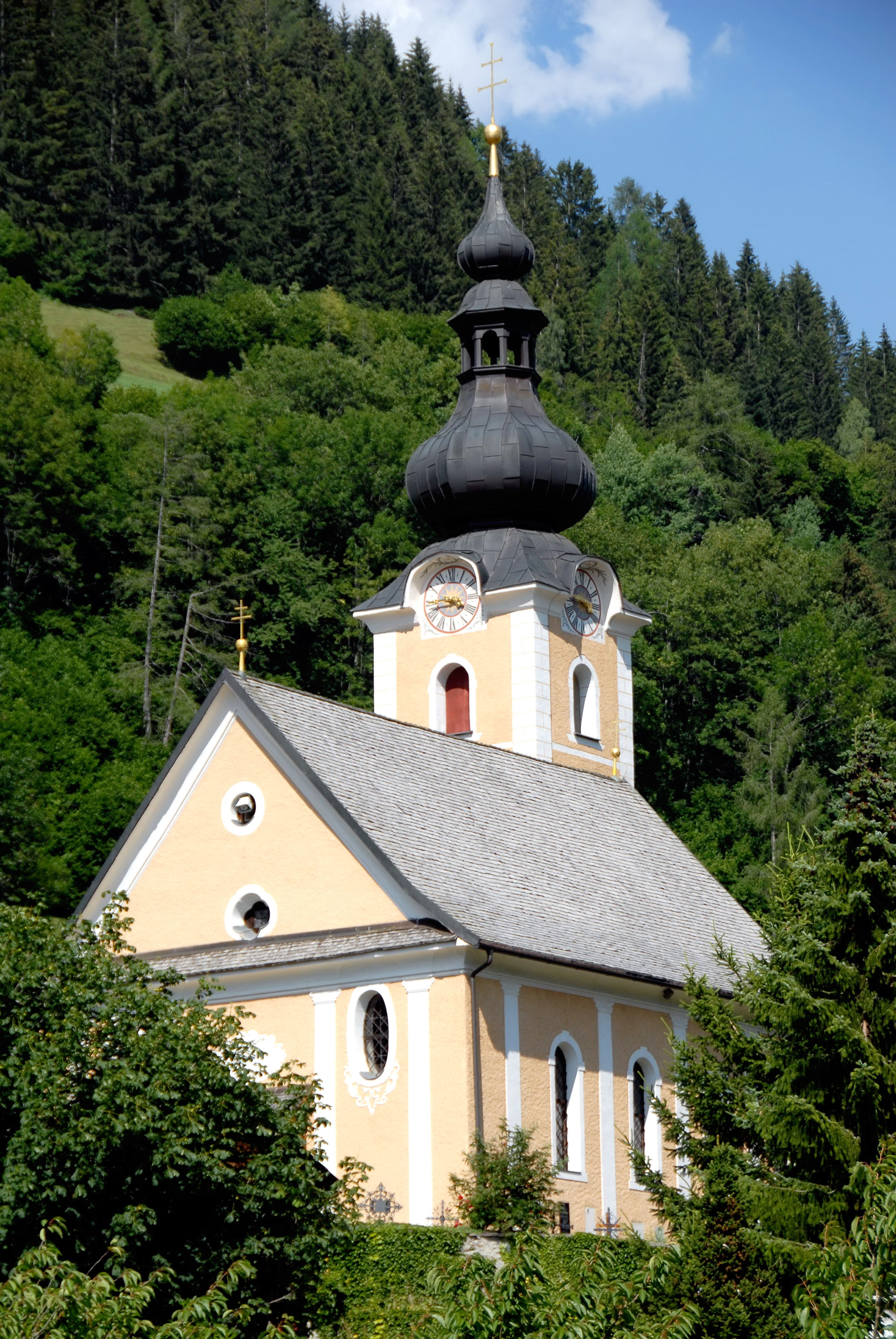

Die römisch-katholische Pfarrkirche Bad Kleinkirchheim ist dem heiligen Ulrich geweiht. Die Kirche in Bad Kleinkirchheim wurde erstmals 1166 urkundlich erwähnt und 1743 nach einem Brand erneuert.

## Baubeschreibung

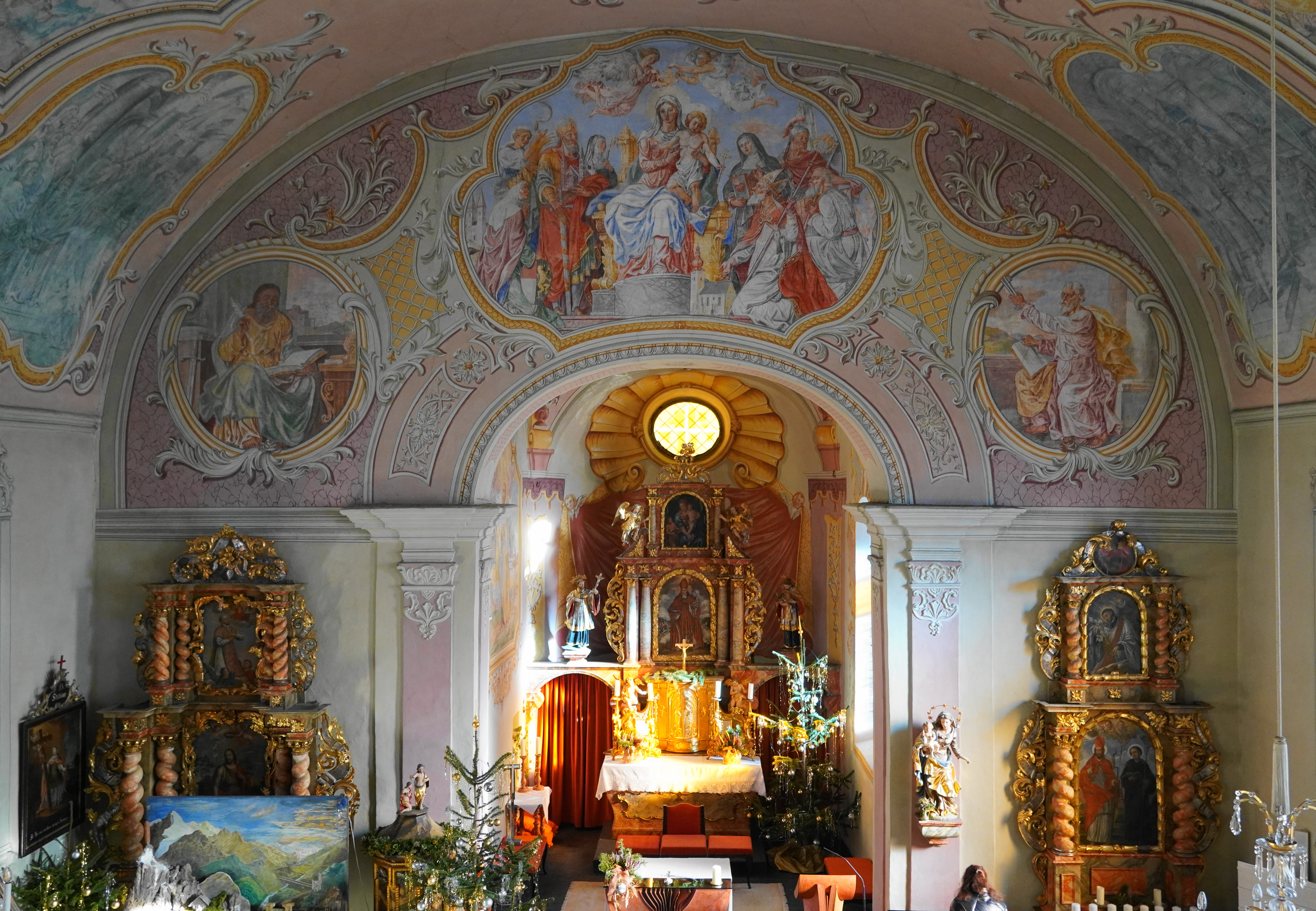
Innenansicht, Blick zum Chor

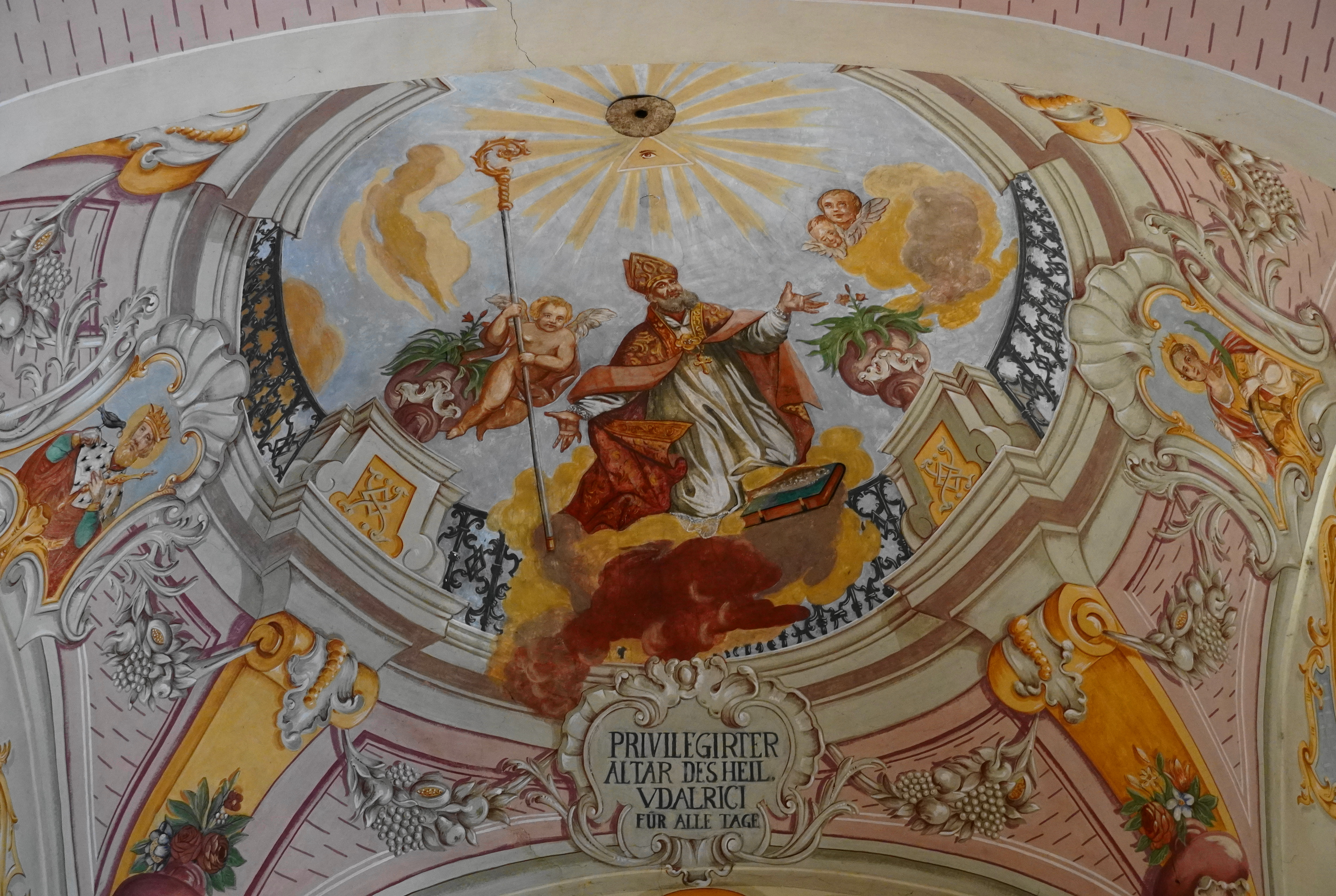
Deckengemälde mit hl. Ulrich im Chor

Das Gotteshaus ist im Mauerbestand ein romanisch-gotischer Bau mit barocken Umbauten. Sie besteht aus einem vierachsigen Langhaus mit hohem Satteldach und einem niedrigen, eingezogenen Chor mit Dreiachtelschluss. Die Fassaden werden durch zarte Pilaster gegliedert. Die Fenster und das Westportal stammen aus dem Barock, das spitzbogige Nordportal aus der Gotik. Der 1837 errichtete Turm an der Nordseite wird von einem Zwiebelhelm bekrönt. Die älteste Glocke stammt aus dem 13. Jahrhundert, eine weitere goss 1664 Rupert Dringer.
Im breit proportionierten Saallanghaus wölbt sich eine ungegliederte Tonne über schmalen Gesimsen. Der eingezogene Triumphbogen wird durch Pilaster mit Gebälk gegliedert. Gemalte Pilaster dekorieren den quadratischen Chor. Von der Chornordwand führt eine eisenbeschlagene Tür mit spätgotischem Spitzbogengewände in die Sakristei im Turmerdgeschoß. Das Gemälde in der Flachkuppel des Chores von 1782 gibt die Verklärung des heiligen Ulrich wieder. Die Wandmalereien im Chor, über dem Triumphbogen und im Langhaus schuf 1926–1928 Jonas Ranter. Im Langhaus sind in Rocaillemedaillons Szenen aus der Legende des hl. Ulrich sowie die Schlacht auf dem Lechfeld dargestellt. Das Gemälde des heiligen Josef mit Jesuskind vom Anfang des 19. Jahrhunderts an der Chornordwand wurde 1988 freigelegt. An der Langhaussüdwand befindet sich ein barockes Fresko von 1768 mit der Darstellung Christus am Ölberg.
Die Brüstung der Westempore wurde im 18. Jahrhundert mit Heiligen in Grisailletechnik bemalt.

## Einrichtung
Der Hochaltar zeigt am Mittelbild den heiligen Ulrich und im Aufsatzbild eine Madonna mit Jesuskind und Johannesknaben und trägt über den Opfergangsportalen die Schnitzfiguren der Heiligen Johannes Nepomuk und Franz Xaver aus dem ersten Viertel des 18. Jahrhunderts. Aus dieser Zeit stammen auch die beiden Seitenaltäre, die Kanzel und das Orgelgehäuse. Das Orgelgehäuse wurde 1837 von Jakob Ladstätter gefertigt. Die Bilder der Seitenaltäre stellen links Johannes der Täufer sowie Ignatius von Loyola und rechts die Heiligen Erasmus und Leonhard dar.
An der Langhaussüdwand ist eine Kreuzigungsgruppe aus dem ersten Viertel des 18. Jahrhunderts angebracht. An der Langhausnordwand sind zwei Priestergrabsteine von 1718 und 1604 eingemauert.